# Émile Vivier
Pour les articles homonymes, voir Vivier.
Émile Pierre Vivier, né le 10 mars 1905 à Châteauneuf-en-Thymerais où il est mort le 3 janvier 1991, est un homme politique français.

## Biographie
Huissier de justice depuis 1930, militant de la SFIO, Émile Vivier est engagé volontaire pendant la seconde guerre mondiale, où il est pilote de chasse. Rendu à la vie civile, il participe à la résistance. Contraint à la clandestinité à partir de 1942, il est arrêté par la Gestapo en juillet 1944, mais parvient à s'évader pendant son transfert vers l'Allemagne, le 27 août. Son action pendant la guerre lui vaut le grade de lieutenant-colonel de l'Armée de l'air, le titre de commandeur de la légion d'honneur, à titre militaire (acquis en 1955), la croix de guerre, la médaille de la résistance, la croix du combattant volontaire de la résistance, la croix du combattant, et la médaille des évadés.
Tête de liste SFIO en Eure-et-Loir pour l'élection de la première assemblée constituante, en octobre 1945, il obtient 19,3 % des voix et devient député. Il est réélu en juin 1946 (14,9 % des voix).
À l'assemblée, il intervient pour défendre la position des socialistes favorables à la majoration des pensions des anciens combattants.
Il n'est cependant pas réélu en novembre 1946 et se consacre à ses mandats locaux : maire de Châteauneuf-en-Thymerais, sa commune natale, depuis 1945, il conserve ce mandat jusqu'en 1983. Il est par ailleurs élu conseiller général, dans le canton de Châteauneuf, en 1955, et siège à l'assemblée départementale jusqu'en 1979, et la préside de 1955 à 1976.
Il est aussi, de 1947 à la fin de la quatrième République, membre de l'assemblée de l'Union Française.
En 1958, il tente de retrouver un siège de député, mais n'obtient que 11,1 % des voix au premier tour, et 13,6 % au second, tandis que le gaulliste Edmond Thorailler est élu.
En 1962, il tente vainement, coup sur coup, sa chance aux sénatoriales (23,7 % des voix) et aux législatives, où il accède au second tour, mais échoue contre le sortant, Thorailler, avec 45 % des voix.
En 1967, en revanche, porté par la dynamique de la FGDS et le désistement du candidat communiste en sa faveur, il l'emporte avec une très courte avance (50,2 % contre 49,8 % à Thorailler). Il ne siège cependant qu'un an, car il est emporté par la vague gaulliste lors de l'élection anticipée de 1968, provoquée par la dissolution de l'assemblée nationale : avec 45,5 % des voix au second tour, il ne peut empêcher Thorailler de retrouver son siège.
En 1971, il est élu sénateur. Il n'est cependant que peu actif au Palais du Luxembourg, et ne se représente pas en 1980.

## Détail des fonctions et des mandats
Mandat parlementaire
- 26 septembre 1971 - 1er octobre 1980 : sénateur d'Eure-et-Loir